# Władimir Chotinienko
Władimir Iwanowicz Chotinienko (ros. Владимир Иванович Хотиненко, ur. 20 stycznia 1952) – rosyjski reżyser, scenarzysta i aktor; Ludowy Artysta Federacji Rosyjskiej.

## Życiorys
Władimir Chotinienko urodził się w Sławgorodzie w Kraju Ałtajskim. Jego ojciec Iwan Afanasiewicz i matka Walentyna Wasiliewna byli robotnikami. Losy jego rodziny były typowe dla obywateli ZSRR okresu połowy XX wieku – jego dziadek poległ na froncie, a teść zmarł w łagrze. Po ukończeniu szkół w rodzinnym mieście i Pawłodarze, rozpoczął pracę jako konstruktor w fabryce traktorów w Pawłodarze. Następnie służył w armii. W 1976 ukończył z wyróżnieniem Swierdłowski Instytut Architektury. W latach 1978–1982 pracował jako główny scenograf w Swierdłowskim Studio Filmowym. W 1981 ukończył wyższy kurs reżyserów i scenarzystów filmowych w klasie Nikity Michałkowa. Michałkow był reżyserem, który wywarł największy wpływ na twórczość Chotinienki. Nie bez znaczenia był fakt, że później Chotinienko był asystentem Michałkowa w kilku jego filmach (m.in. przy Kilka dni z życia Obłomowa z 1979). Do dziś są z Michałkowem oddanymi przyjaciółmi. 
Pierwszym samodzielnym filmem Chotinienki był Sam i bez broni (Odin i biez orużija) z 1984 roku. W swoim reżyserskim dorobku ma ponad 20 filmów, z których w Polsce najbardziej znany jest Rok 1612. Zagrał w kilku filmach, również własnych, były to jednak role epizodyczne. Jest wykładowcą reżyserii Wszechrosyjskiego Państwowego Instytutu Kinematografii im. Gierasimowa. Mieszka i pracuje w Moskwie. 

## Filmografia
- 1978 – Lekarstwo na strach (aktor)
- 1981 – Krewniacy (aktor)
- 1982 – Kozacka strażnica (aktor)
- 1984 – Sam i bez broni (reżyser)
- 1986 – W strzelającej głuszy (reżyser)
- 1987 – Zwierciadło dla bohatera (reżyser)
- 1988 – Kto jest mężem śpiewaczki? (aktor)
- 1989 – Wagon sypialny (reżyser, aktor)
- 1990 – Rój (reżyser)
- 1992 – Komedia patriotyczna (reżyser)
- 1993 – Przypadki Makarowa (reżyser)
- 1994 – Samolot leci do Moskwy (aktor)
- 1995 – Przyjazd pociągu (reżyser)
- 1995 – Muzułmanin (reżyser)
- 1997 – My, dzieci twoje Moskwo (reżyser)
- 1999 – Bulwar namiętności (reżyser)
- 2002 – Arbitraż (reżyser)
- 2004 – 72 metry (reżyser)
- 2004 – Zagłada imperium (reżyser, aktor)
- 2004 – Wieczorny dzwon (reżyser)
- 2007 – Rok 1612 (reżyser)
- 2009 – Pop (reżyser)
- 2010 – Igork (reżyser)
- 2010 – Słowo o wyprawie Igora (reżyser)

## Życie osobiste
Jest żonaty z Tatiana Jakowlewną. Ma dwóch synów – Denisa (operatora filmowego) i Ilię (reżysera) oraz córkę Paulinę, która mieszka w USA i jest kostiumologiem. 